# Akerrou
Akerrou, parfois orthographié aussi Akerou, (en kabyle :  Aqeṛṛu) est une commune de la wilaya de Tizi Ouzou, région de Kabylie en Algérie.

## Géographie

### Localisation
La commune d'Akerrou occupe le territoire historique de la confédération des Ait Flik au pied du mont Tamgout dans le bassin versant de l’oued Sidi Hend u Yousef qui la traverse du sud-est au nord, passant par les villages de (Tignatin) Tigounatine, Tigrourine, Ait-bouslimane et Idjaqdouden.
|         | Azeffoun         |            |
| Aghribs | Akerrou          | Aït Chafâa |
|         | Azazga, Yakouren |            |

### Villages de la commune
La commune d'Akerrou est composée de 12 villages :
- Agouni Mezaïne (Agni Mzayen) ;
- Aït Bouslimane (At Busliman) ;
- Alma Guechtoum (Alma n Wectum) ;
- Alma Hellal ;
- Azrou (Aẓru)
- El Krar (Leqrar) ;
- Iharmouchen
- Imansouren
- Kissoun
- Tifrit N'Aït El Hadj ;
- Tigrourine (Tigrurin) ;
- Tigounatine (Tignatin) ;

## Économie
L'économie de la commune d'Akerrou est dominée  par l'agriculture. L'élevage joue un rôle important dans l'économie agricole de la commune. 

## Administration et politique
La commune est dirigée par une assemblée populaire communale (APC) de treize membres dont le président porte le titre de maire.